# شعير الرمال الزاحف
النجيل أو إنجيل شعير الرمال الزاحف  أو حشيشة القمح الزاحفة أو النجيل الزاحف أو فيل أو نجل (بالإنجليزية: Agropyron repens)‏ هو نوع نباتي عشبي معمر ينتمي إلى الفصيلة النجيلية. موطنه الأصلي أوروبا وأمريكا وشمال آسيا وأستراليا وينمو بسرعة كبيرة في الأراضي العشبية مشهور جداً كحشيشة ضارة تصعب مكافحتها بسبب انتشارها بالجذامير.

## الوصف النباتي
يصل ارتفاع النبات إلى متر واحد وأوراقه شريطية اسطوانية. يتميز بطول الراحبات الجذمورية وشكل طرفها المدبب. ينمو النبات بسرعة كبيرة وخاصة في البيئات الرطبة.

## المكافحة
يمكن مكافحته باستعمال مبيدات النجيليات وقت زراعة البقوليات أو المحاصيل عريضة الأوراق. يمكن أيضاً استعمال راوندأب إذا كان الحقل خالياً. يجب منع العشبة من الإزهار وتكوين الثمار بحشها بشكل مستمر حتى لا تنتشر بذوره في كامل المنطقة، والحش المستمر يؤدي لإضعافها وزيادة احتمالات القضاء عليها باستخدام المبيدات. لا تؤدي الفلاحة إلى القضاء على العشبة إلا في حالات الجفاف، وبخلاف ذلك فهي تؤدي إلى تقطيع الجذامير وانتشارها في أماكن جديدة.

## الاستعمالات الطبية
الجزء المستعمل من النبات جذوره وبذوره والجذمور ويتميز بتأثيره القوي على البكتيريا.

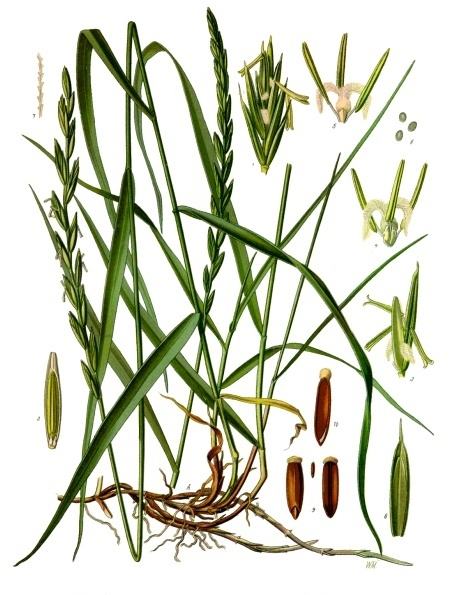
رسم توضيحي لنبات شعير الرمال الزاحف

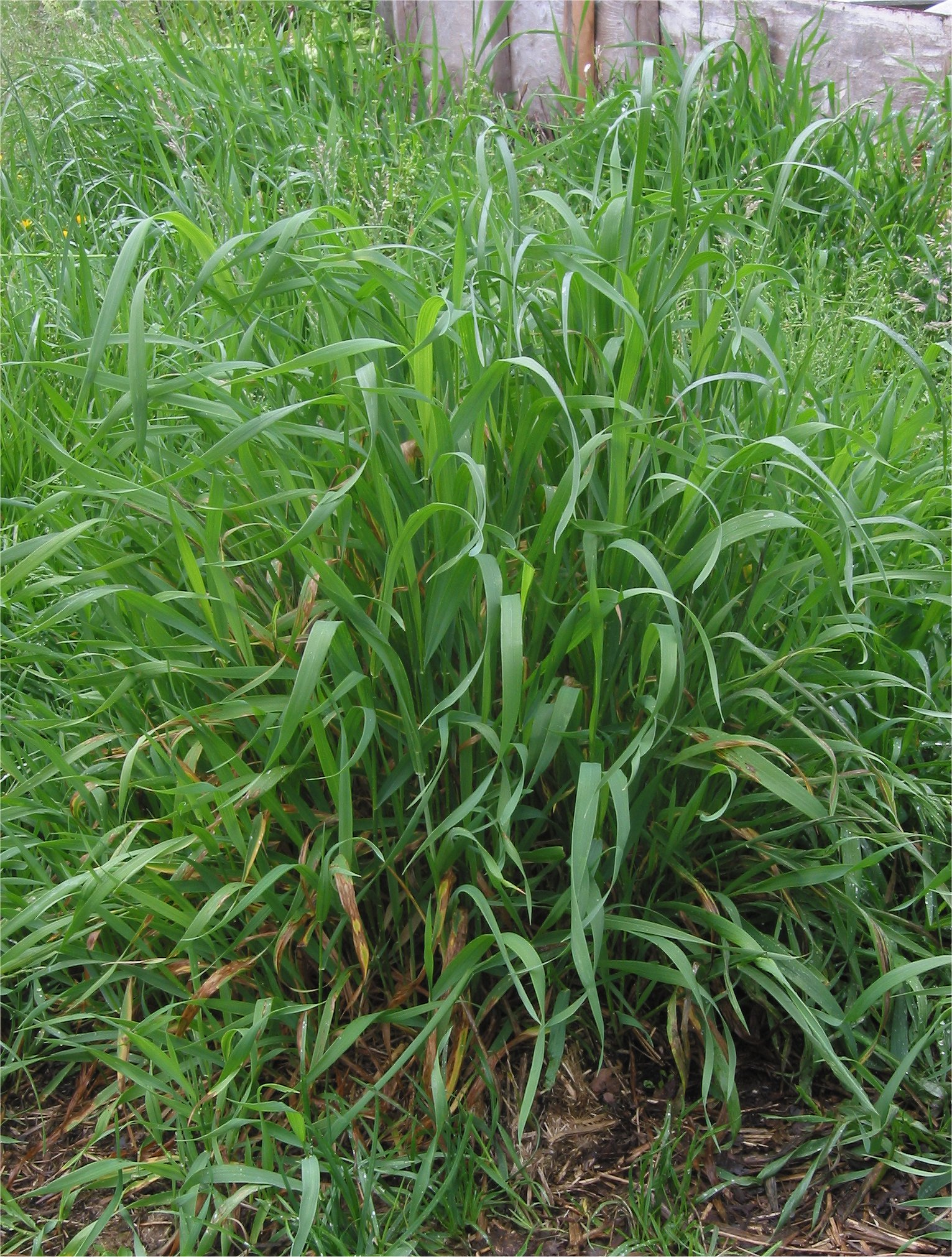
نبات شعير الرمال الزاحف

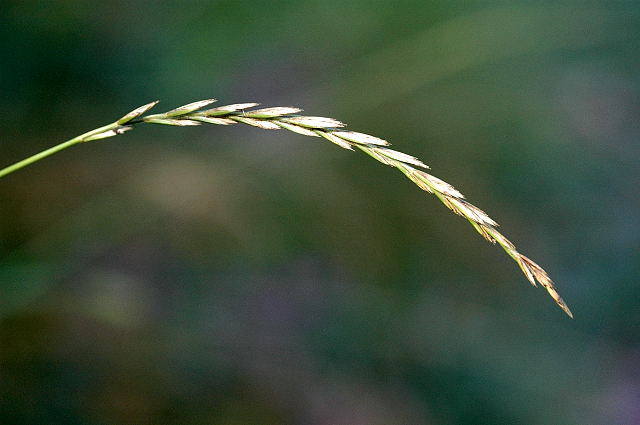
سنبلة شعير الرمال الزاحف

## فوائده
- يستخدم لعلاج عسر البول.
- يستخدم إخراج حصاة الكلية.
- يعتبر النبات مدراً ومسكناً للآلام.
- يستعمل عصير بذوره كعلاج لمشاكل الكبد واليرقان.

## معرض صور

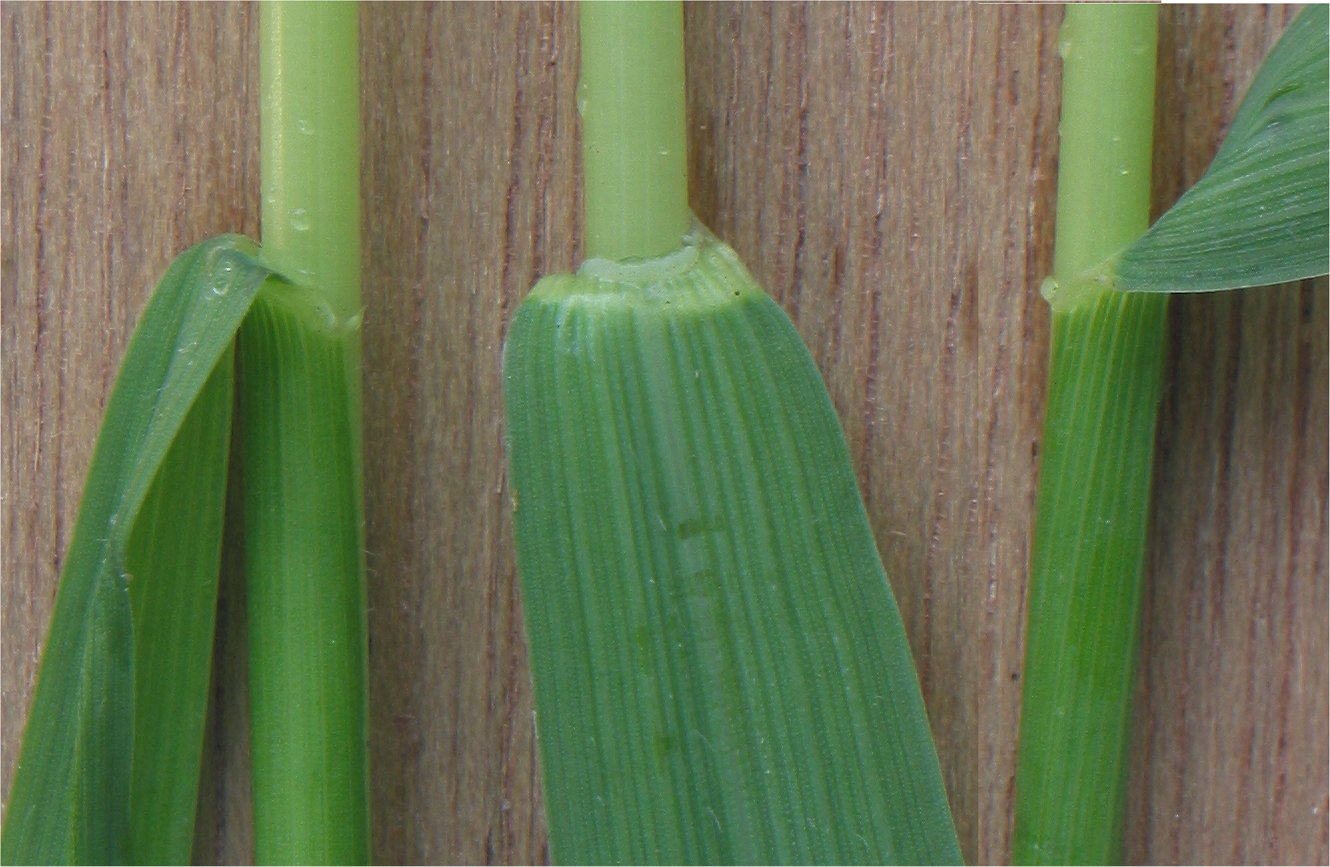
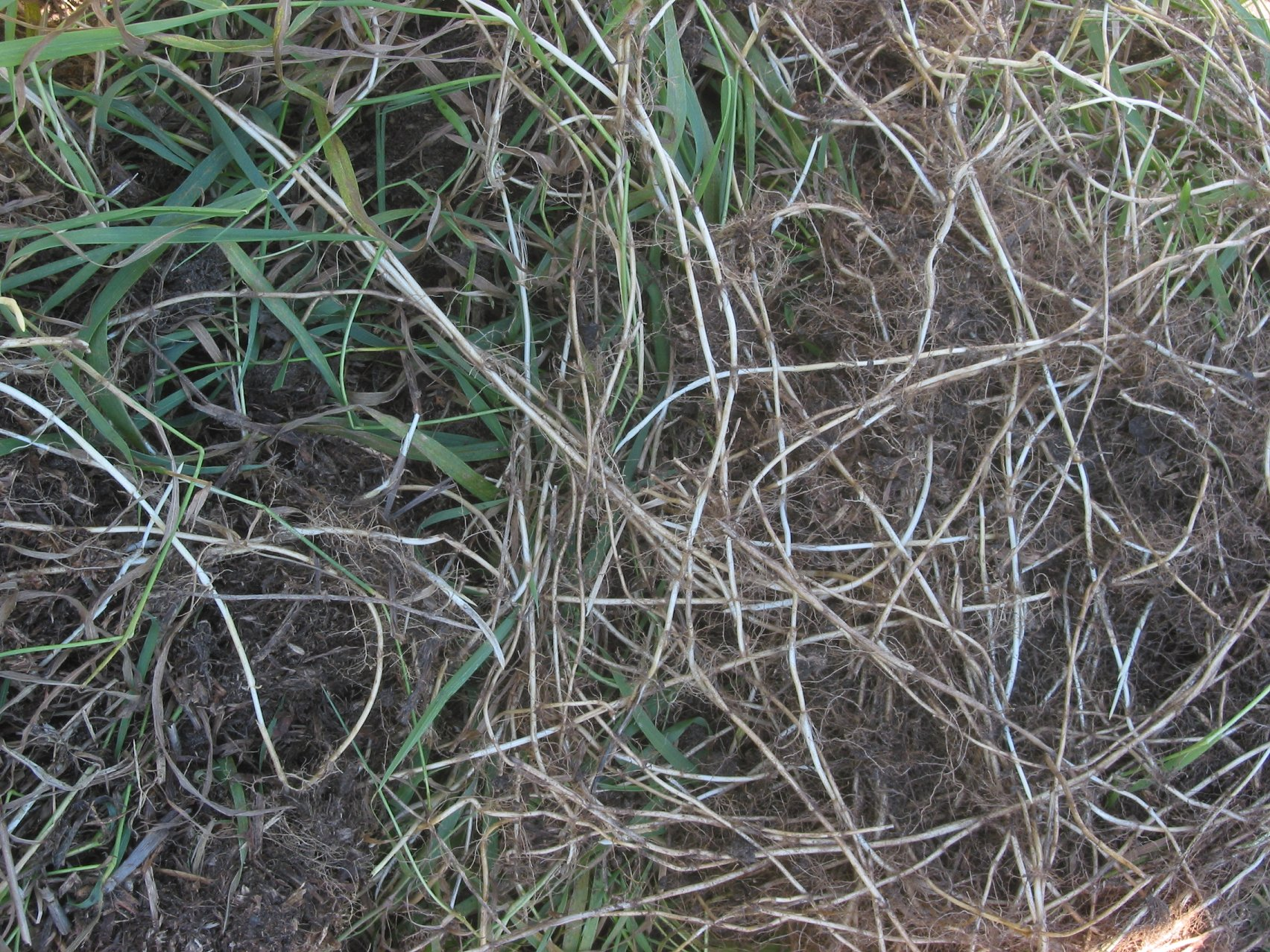
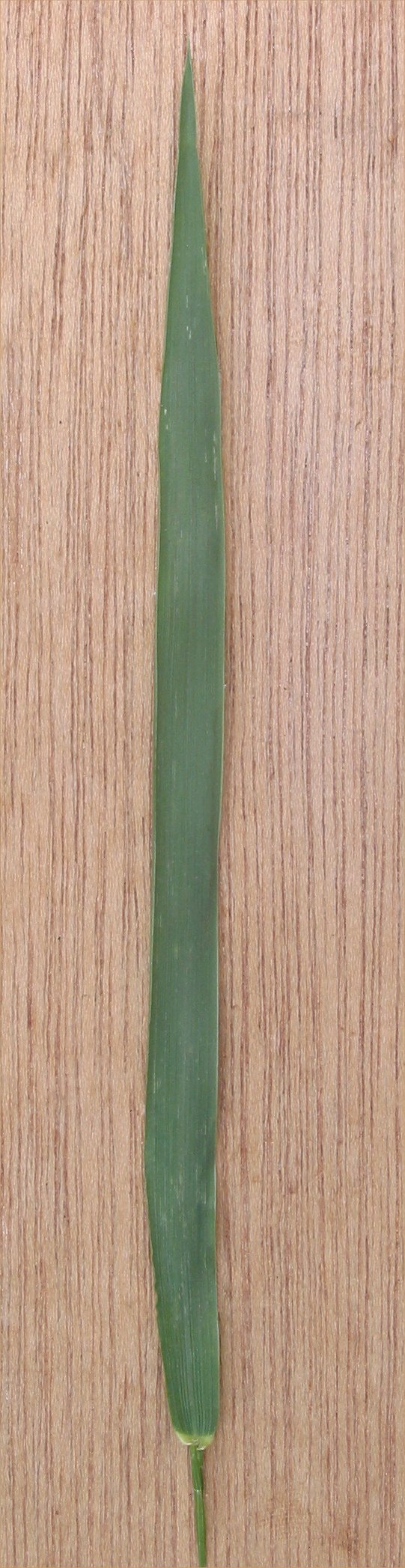